# Club de Bádminton IES La Orden
El Club de Bádminton Recreativo IES La Orden club de bádminton español, de la ciudad de Huelva, en Andalucía. Fundado en 1989, fruto del trabajo desempeñado por los profesores de educación física Paco Ojeda y Miguel Martín, así como del ordenanza del centro, Carlos Longo, aunque, años atrás, Pepe Tierra ya había creado la primera escuela de bádminton, de manera informal, en el Polideportivo Andrés Estrada. Actualmente compite en la División de Honor, la máxima categoría del bádminton en España, siendo el actual campeón de la misma. Además es una de las instituciones deportivas más importantes de Huelva y, probablemente, la más exitosa; además de ser uno de los clubes de bádminton con más licencias a nivel nacional y andaluz. Consiguió con el campeonato de la temporada 2012/13 convertirtiéndose en el primer club onubense en proclamarse campeón de una competición nacional de máximo nivel. En la temporada 2020/21, tras un error administrativo, descendió a la Liga Andaluza de Clubes, ascendiendo al año siguiente a la Primera División del Bádminton Español, aunque la Federación Española de Bádminton creyó oportuno devolver al club de nuevo a la División de Honor de Bádminton. En 2022 consiguió su primer título y actualmente cuenta con 7 títulos de liga, el último título conseguido en la temporada 2021/22 frente al CB Soderinsa Rinconada

## Historia

### Fundación y primeros años
Corría el año 1986 cuando, en el modesto gimnasio del instituto de Bachillerato (actualmente IES) onubense de La Orden, el profesor de educación física Paco Ojeda creó la primera escuela de bádminton de la Provincia de Huelva; tres años después, en 1989, aquel sencillo grupo de jóvenes se convirtió en el germen del primer club de bádminton provincial: el I.B. La Orden, fundado íntegramente por alumnos, profesores, padres, personal y gerentes del centro educativo. El club se registró en septiembre del año 1989 en el Registro General de Asociaciones Deportivas de Andalucía.
Los progresos deportivos se sucedieron a pasos agigantados; el club onubense pronto destacaría en las divisiones andaluzas y logró el ascenso a División de Honor en la temporada 2004/05. Tras unos primeros años de asentamiento en la categoría, en el curso 2007/08 logró clasificarse, por primera vez en su historia, para los playoffs por el título, gracias a su tercer puesto en fase regular (siendo, además, el único club que fue capaz de vencer al líder de su grupo, el CB Paracuellos). No obstante, en los cuartos de final de las eliminatorias por el campeonato, fue eliminado por el CB Xátiva (que a la postre sería finalista); el conjunto alicantino logró vencer en el cruce pese a igualar la serie por 7-7, ya que ganó más sets (18-15) que el CB IES La Orden.

### Los cuatro subcampeonatos
En la temporada 2008/09, el club logra el mayor éxito de su historia, el subcampeonato de División de Honor tras perder la final ante el poderoso CB Rinconada por un doble 3-4. Las siguientes tres temporadas tendrían idénticos protagonistas y resultado; el cuadro onubense se quedaba con la miel en los labios ante un equipo con mayores recursos. No obstante, el IES La Orden tuvo opciones en todas las finales, siendo pequeños detalles y la mala suerte los factores que condenaron al equipo de Huelva. De hecho, nunca perdió un encuentro de los 8 que jugó en las 4 finales por más de un partido. Especialmente cruel fue la temporada 2009/10, en la que los dos equipos vencieron a domicilio por 3-4 y tuvieron el mismo número de sets (16), llevándose el título el equipo sevillano por 10 puntos. Durante estos años, la jugadora onubense Carolina Marín fue, sin duda, la referencia del club de su tierra; la joven participó en los Juegos Olímpicos de Londres 2012 representando a España y es, además, la primera española campeona de Europa.

### Primer título de su historia
Al finalizar la temporada 2011/12 el CB IES La Orden tuvo que asumir su cuarto subcampeonato consecutivo y la marcha de Carolina Marín, su mejor jugadora a la potente liga danesa. No obstante, en septiembre llegó una gran noticia para dos equipos referencias del deporte onubense, el patrocinio del Recreativo de Huelva al Club Baloncesto Conquero de baloncesto femenino y al IES La Orden. La presentación del nuevo Recreativo de Huelva-IES La Orden en la sala de prensa del Estadio Nuevo Colombino tuvo una gran repercusión mediática y el mismo día que se inició el acuerdo con el Decano del fútbol español, llegaron dos grandes incorporaciones, el aragonés Pablo Abián (junto a Carolina Marín, los únicos representantes españoles de bádminton en los JJOO de 2012) y la ucraniana María Ulitina, destinada a sustituir a Carolina Marín.
Pese a la baja de Carolina Marín, el Recreativo-IES La Orden se perfila como serio candidato a conquistar, por primera vez la División de Honor de la temporada 2012/13. El conjunto de Huelva estuvo encuadrado en el Grupo A de la Fase Regular, en la que se paseó triunfalmente venciendo en todos los encuentros que disputó y cediendo solo 10 de 70 partidos (siendo, por tanto un 6-1 su media de resultado) y 120 sets a favor por solo 28 en contra. El equipo onubense no cedió, ni siquiera, 3 de los 7 partidos de en encuentro de bádminton en ninguno de sus enfrentamientos, siendo su peor resultado sendas victorias por 5-2 ante CB Benalmádena como visitante y CB Huesca como local. Su rival en las semifinales fue el CB Paracuellos-Torrejón madrileño, segundo clasificado del Grupo B. El Recreativo-IES La Orden selló la clasificación para su quinta final consecutiva tras vencer por 1-6 en el encuentro de ida y por 7-0 en el Polideportivo Diego Lobato. Su rival en la final sería el verdugo de las cuatro ediciones anteriores, el poderoso CB Rinconada que mantenía el bloque de los años anteriores. Al tener el equipo onubense mejores enúmeros en la Liga Regular que el sevillano, la vuelta se disputaría en Huelva, pero en el Polideportivo Andrés Estrada, al tener este recinto mayor capacidad y el hecho de que en él se gestaran otras épicas del deporte onubense (el ascenso del CB Ciudad de Huelva a la Liga ACB y del CB Conquero a Liga Femenina). 
El sábado 6 de abril de 2013, se disputó en el Pabellón Fernando Martín de San José de la Rinconada el encuentro de ida, decenas de aficionados albiazules se desplazaron a la localidad sevillana y dieron color a la grada y aliento a los suyos; dando la impresión de que el choque se estaba disputando en Huelva. El primer partido fue el dobles mixto, y Haideé Ojeda y Pablo Abián dieron el primer punto al cuadro onubense al vencer a la pareja indonesia Kusuma-Jolly (18-21, 21-12 y 21-12). En el dobles masculino, el CB Rinconada empató la final al vencer Carlos Longo y Ernesto Velázquez a Eliezer Ojeda y Hendry Winarto (22-20 y 21-16). En el dobles femenino, Haideé Ojeda y Noelia Jiménez superaron a Meisy Jolly y Laura Molina por un ajustado 18-21, 21-17 y 21-19 poniendo el 2-1 para el equipo de Huelva. En los individuales, la ucraniana María Ulitina se mostró intratable y no dio ninguna opción a la rinconera Marta Calleja (21-9 y 21-6); algo más sudó Pablo Abián para superar a Stenny Kusuma (21-10 y 23-21); el CB IES La Orden se colocaba 4-1 a falta de los dos últimos individuales. Sin embargo, el cuadro rinconero dio vida a la final al llevarse los dos últimos puntos del sábado, con triunfos de Laura Molina sobre Noelia Jiménez (21-16 y 21-15) y de Ernesto Velázquez ante Hendry Winarto (21-8, 18-21 y 21-14). El encuentro de ida finalizó, por tanto, con victoria onubense por 3-4 y todo por decidir.
7 días después, se disputó la vuelta en un abarrotado Polideportivo Andrés Estrada, el equipo de fútbol que patrocina al club, el Recreativo de Huelva y los medios de comunicación se implicaron al máximo para conseguir llenar el pabellón onubense y con campañas y logos como Nosotros creemos, Huelva también cree o Yo soy del Recre IES La Orden, se preparó el partida de vuelta de la gran final. La pareja formada por Haideé Ojeda y Pablo Abián consiguió vencer, nuevamente, a Kusuma-Jolly (21-15 y 21-12). El dobles femenino volvió a dar un nuevo punto al IES La Orden, con una contundente victoria de la pareja Haideé-Noelia ante Jolly y Molina (21-17 y 21-9). El CB Rinconada puso algo de emoción al ganar el dobles masculino (Longo y Velázquez se impusieron 8-21, 21-14 y 21-17 a Eliezer Ojeda y Winarto). Comenzaban los dos primeros individuales con los recreativistas como favoritos y, en el caso de vencer en ambos encuentros, cantar por anticipado el alirón. Noelia Jiménez y Pablo Abián ganaban los primeros sets de sus partidos a Marta Calleja 21-11 y Ernesto Velázquez 21-18 respectivamente. Esta situación suponía que, en ese momento, el resultado total era de 6-3 en partidos y 16-10 en sets, por lo que si alguno de los dos jugadores que ese momento disputaban sus partidos ganaba por dos sets a cero, el Recreativo-IES La Orden se proclamaría, matemáticamente, campeón de Liga. Noelia Jiménez dio buena cuenta de Marta Calleja en el segundo set (21-5) y, en ese instante, el equipo onubense ya era campeón, aunque se esperó a que Pablo Abián venciese a su rival (21-16 en el segundo set) para celebrar, definitivamente, el título al ganar el encuentro de vuelta por 4-1. El cuadro de Paco Ojeda celebró, por todo lo alto, el merecido y sufrido éxito y fue homenajeado esa misma tarde en el Estadio Nuevo Colombino en el partido que disputaron el Recreativo de Huelva y el Real Madrid Castilla por toda la familia recreativista.

## Pabellones

### Polideportivo Municipal Diego Lobato
El Recreativo-IES La Orden disputaba sus partidos como local en el Polideportivo Municipal Diego Lobato, situado en la calle Artesanos, entre las barriadas onubenses de Santa Marta y La Orden. El recinto, con capacidad para unos 2000 espectadores cuenta con dos pistas de juego, 3 pistas de calentamiento, un gimnasio, vestuarios, sauna y otra serie de instalaciones. A pesar de que el bádminton es un deporte aún joven en España, cada vez son más los que acuden cada fin de semana a presenciar los partidos de los distintos equipos del CB IES La Orden. Actualmente, el IES La Orden tiene más de 100 familias socias. El Diego Lobato fue la sede del club desde su fundación hasta la temporada 2013/14.
Este pabellón acogió, hace unos años,[¿cuándo?] al CV Aguas de Huelva, equipo onubense de voleibol que estuvo varias temporadas en la Superliga y fue el primer club onubense en disputar competición europea.

### Polideportivo Municipal Andrés Estrada
Para la final de la temporada 2012/13, el club decidió mudarse para la final de la liga, ya que el Andrés Estrada se encontraba mejor situado en la ciudad de Huelva, mejor acondicionado y con mayor aforo que el Diego Lobato. Tanto fue el éxito de aquella final, que el club decidió instalarse definitivamente en este pabellón para la temporada 2013/14. Esta mudanza supuso también un cambio simbólico en el club, ya que pasó a ser un equipo de la barriada onubense de La Orden a convertirse en el de toda la ciudad de Huelva, así lo demuestra la gran afluencia de público que registró en la última campaña. El Recre-IES La Orden comparte pabellón con otro club referencia onubense, el CB Conquero de baloncesto femenino. Este polideportivo, situado en la Calle Pío XII s/n, es también sede anualmente del Gran Premio de Huelva de bádminton entre otros eventos, y acogió el Campeonato de España de bádminton en su edición de 2010. También disputó sus partidos como local en este polideportivo el extinto Club Baloncesto Ciudad de Huelva, que llegó a competir en Liga ACB.

## Cantera
El CB IES La Orden se distingue por ser un club canterano: el 10% de todas sus plantillas lo forman jugadores y jugadoras nacidos en Huelva. El segundo equipo del Recreativo-IES La Orden consiguió el ascenso a Liga Nacional (segunda categoría y máxima en la que puede estar un club filial) en la temporada 2007/08 y en la 2010/11 consiguió el campeonato en dicha categoría. También existe un tercer equipo, que compite en la tercera categoría en importancia, la 2º División (Liga Andaluza).
Asimismo, el CB IES La Orden colabora con distintas instituciones como el Ayuntamiento de Huelva, la Junta de Andalucía o la Federación Española de Bádminton, fomentando este deporte a través de la creación de distintas escuelas en Huelva y provincia.

## Datos del club
- Dirección: IES La Orden. Avenida de la Cinta s/n, 21005, Huelva.
- Teléfono: 686215460
- Web Oficial: http://www.badmintonlaorden.es
- Facebook oficial: http://www.facebook.com/badminton.ieslaorden
- Twitter oficial: http://www.twitter.com/CBIESLAORDEN
- Pabellón: Polideportivo Municipal Andrés Estrada (Avda. Pio XII s/n, 21001, Huelva. Teléfono 959221001).
- Temporadas en División de Honor: 9
- Mejor puesto en División de Honor: Campeón (2012/13 y 2013/14).
- Participaciones en la Copa de Europa de bádminton: 1
- Mejor puesto en Copa de Europa de bádminton: 9º (2013)

## Palmarés

### Torneos nacionales
- Campeón de División de Honor (3): 2012/13, 2013/14 y 2015/2016
- Subcampeón de División de Honor  (4): 2008/09, 2009/10, 2010/11 y 2011/12.
- Liga Nacional (1): 2010/11 (segundo equipo).

### Torneos regionales
- Liga Andaluza (1): 2007/08 (segundo equipo).
- Subcampeón de Liga Andaluza (1): 2010/11 (tercer equipo).

### Otras distinciones
- Premio Gurumelo, en la categoría de Deportes concedido por el Ayuntamiento de Calañas por su logro deportivo del campeonato de liga (2014).
- Premio como Campeón de liga, concedido por la Federación de Periodistas Deportivos de Andalucía (FPDA) por ser uno de los tres clubes andaluces en ganar el campeonato nacional en el 2013, junto con el Unicaja Almería de vóley y el Cajasur Priego de tenis de mesa (2014).
- Premio Deporte, de los "Premios Gracias" otorgado por la Fundación Luís Felipe de la Ciudad de Huelva (2014).
- Medalla de Huelva concedida por el Excmo. Ayuntamiento de Huelva por llevar el nombre de Huelva más allá de sus fronteras y como institución que ha destacado por el trabajo y dedicación a Huelva (2010).
- Galardón provincial del deporte como Mejor Club por la Diputación de Huelva y la Delegación Provincial de Comercio, Turismo y Deporte (2008).
- Mejor club nacional por la Federación Española de Bádminton (2008).
- Distinción Huelva-Junta por la Junta de Andalucía en reconocimiento a su trayectoria (2007).
- Premio al mejor club provincial del año de la Asociación Onubense de Prensa Deportiva (AOPD) (2007).
- Premio Onubenses del año en la categoría de deportes, concedido por los lectores del diario Huelva Información (2006).